# 파트리크 에베르트
파트리크 에베르트(독일어: Patrick Ebert, 1987년 3월 17일 ~, 포츠담)은 독일의 축구 선수이다. 현재 2. 분데스리가의 뒤나모 드레스덴 소속으로, 포지션은 윙어이다.

## 경력
에베르트는 TuS 가아르텐에서 축구를 시작하였다. 짧은 시간동안 TSV 루세에에 머무른 뒤, 그는 1998년에 헤르타 BSC 베를린으로 이적하였다. 2006-07 시즌을 시작으로, 에베르트는 헤르타의 1군 선수로 뛰었다. 그는 2006년 7월 16일, FC 모스크바를 상대로 한 UEFA 인터토토컵 경기에서 80분 교체 투입되어 데뷔전을 치루었다.
에베르트는 1달 뒤인 2006년 8월 13일, VfL 볼프스부르크와의 경기에서 분데스리가 데뷔전을 치루었으며, 바로 다음 경기인 하노버 96전에서 첫골을 득점하였다. 그 이후, 헤르타 BSC 베를린 소속으로 90경기가 넘는 1 분데스리가와 2 분데스리가 경기에 출장하였다.

## 국가대표 경력
2007년에서 2009년까지, 에베르트는 독일 U-21 대표팀에 13경기 출장하여, 1번 득점하였다. 2009년, 그는 U-21 챔피언쉽을 우승한 멤버들 중 한명이었다.

## 수상
독일 U-21
- UEFA U-21 챔피언쉽: 2009